# Tupá Malenica
Tupá Malenica (660,8 m n. m.) je vrchol, nacházející se v severní části Strážovských vrchů.
Vrchol je zalesněný - bez vyhlídky.

## Poloha
Leží jihozápadně od obce Tŕstie, v jejím katastru.